# Paraquasimus
Paraquasimus is een geslacht van kevers uit de familie  
kniptorren (Elateridae).
Het geslacht is voor het eerst wetenschappelijk beschreven in 1997 door Dolin.

## Soorten
Het geslacht omvat de volgende soorten:
- Paraquasimus baliensis Dolin, 1997
- Paraquasimus smetanai Dolin, 1997